# 突然バラエティー速報!!COUNT DOWN100
『突然バラエティー速報!!COUNT DOWN100』（とつぜんバラエティーそくほう カウントダウンひゃく）は、1992年10月17日から1993年3月27日までTBS系列局で放送されていたTBS製作の音楽バラエティ番組である。全21回。放送時間は毎週土曜 20:00 - 20:54 （日本標準時）、スタジオからの生放送。

## 概要
毎週100位から1位までのヒット曲ランキングを発表し、その合間にゲストとのトークや彼らによるライブなどを盛り込んでいた番組。司会はかつて同時間帯に『オレたちひょうきん族』（フジテレビ）で共演していた山田邦子と渡辺正行が務めていた。
本番組は、『8時だョ!全員集合』から『KATO&KENテレビバスターズ』まで23年間にわたってTBSの土曜20:00枠で続いたザ・ドリフターズのバラエティ番組シリーズに替わってスタートした。1989年9月に『ザ・ベストテン』（渡辺は番組末期の男性司会者。なお、『ベストテン』終了後も本番組開始までランキング集計は続けていた。）が終了してから約3年ぶりに開始されたTBSのゴールデンタイムならびにプライムタイムの音楽ランキング番組である。TBSのゴールデンタイムならびにプライムタイムでの音楽（歌）番組としては、1989年12月まで放送されていた『音楽派トゥギャザー』以来2年9か月ぶりであるが、同番組は歌の披露とアーティストとのトークが中心であり、ランキングは一切無かった。
しかし、裏番組が当時の人気番組だった『マジカル頭脳パワー!!』や『ウッチャンナンチャンのやるならやらねば!』だった事もあり、僅か半年で終了。その後は、番組メインであるランキングを引き継いで1993年4月より『COUNT DOWN TV』として放送開始した。

## 出演者

### 司会
- 山田邦子
- 渡辺正行 - 渡辺はこの番組への出演のため、それまで準レギュラー出演していた裏番組『ウッチャンナンチャンのやるならやらねば!』への出演を見送っていた。

### 1992年12月12日までの出演アイドル
- CoCo（三浦理恵子、大野幹代、羽田惠理香（後のはねだえりか）、宮前真樹）
- ribbon（永作博美、松野有里巳、佐藤愛子）
- Mi-Ke（宇徳敬子、村上遙、渡辺真美）
- 井上麻美
- 加藤紀子
- 胡桃沢ひろこ
- 高橋由美子
- 寺尾友美
- 遠野舞子
- 中嶋美智代
- 中條かな子（後の緒方かな子）
- 花島優子
- 早坂好恵
- 西野妙子
- ほか

## 内容
番組は毎回シングルランキング100曲をカウントダウン。その合間にゲストとのトークや彼らによるライブなどを行っていた。
ランキング発表時には指定のBGMがなり、山田邦子が「せーの」と掛け声を言った後に両MCとゲストが「カウントダウン！」と声を合わせ指定の動き（腕を手前でぐるぐる回し、それから右腕を漫才のツッコミのように右へ動かす）で始まる。この動きは、番組の終了後に深夜枠でスタートした後継番組『COUNT DOWN TV』に継承されている。また、発表時には小山裕香ほかのナレーションによる曲名と歌手名紹介があった（CDTVでは曲発表のみでナレーションが無い）。オープニングのナレーションは小山裕香、古川登志夫（1992年）、大森章督、平野義和（#14のみ）（1993年）が担当。

### コーナー
ランキング
「先週のTOP3」「40位→31位」「30位→21位」「20位→11位」「100位→41位」「10位→4位」「3位・2位・1位」に分けて発表。これ以外のランキング方式で発表することもあった。
ゲストライブ
「COUNT DOWN LIVE」「COUNT BREAK」「COUNT DOWN VISITORS」「総集編のCOUNT DOWN PLAY BACK」
ランキング入り期待曲情報
テロップによる紹介であったが、アイドル出演時にはアイドル本人による紹介があった。
スクープ!芸能速報（第1回のみ）
芸能デスクの石山裕（当時スポーツニッポン文化社会部所属）による芸能情報の紹介。

## 番組の歴史
1992'
- 10月17日（#1）放送開始。『決戦は金曜日』DREAMS COME TRUEが1位。細川たかし、サザンオールスターズがゲスト出演。
- 10月24日（#2）第2回の放送。『決戦は金曜日』DREAMS COME TRUEが2週連続1位。 ランキングVTRに順位変動マークが表示された。香西かおり、永井真理子がゲスト出演。
- 10月31日（#3）第3回の放送。 CHAGE&ASKA、堀内孝雄&桂銀淑がゲスト出演。『ZERO』B'zが1位。
- 11月7日  (#4）第4回の放送。 オープニングで、松任谷由実のアルバム『TEARS AND REASONS』に収録されている「Carry on」のPVが放送された。 『巡恋歌』長渕剛が1位。『世界中の誰よりきっと』中山美穂&WANDSが2位。WANDSが、初のTOP10入り。Wink、ZOOがゲスト出演。
- 11月14日 特別番組『オールスター歌の祭典』の為、放送休止。但し当番組同様、山田と渡辺が司会を務め、一部の担当スタッフも携わった。その為、特番の最後にTOP100のランキングを発表。
- 11月21日 (#5) 第5回の放送。 100位→41位が、1曲約2秒の映像とテロップ表示となる。『クリスマスキャロルの頃には』稲垣潤一が1位。平松愛理、槇原敬之、TOSHIがゲスト出演。
- 11月28日 (#6) 第6回の放送。 小野正利、WANDSの上杉昇、稲垣潤一がゲスト出演。
- 12月5日  (#7) 第7回の放送。 『もっと強く抱きしめたなら』WANDSが、単独名義で初のTOP10入り（7位）。大江千里、藤あや子、織田哲郎がゲスト出演。
- 12月12日 (#8) 第8回の放送。 『クリスマスキャロルの頃には』稲垣潤一が5週連続1位（放送休止した週も含む）。高野寛&田島貴男、Mi-Ke、前田亘輝がゲスト出演。
- 12月19日 (#9) 第9回の放送。 J-WALKの中村耕一、ribbon、PRINCESS PRINCESSがゲスト出演。『KISS ME』氷室京介が1位。 注目曲に星マークが表示された。

1993年
- 1月9日  (#10) 第10回の放送。1992年年間シングルTOP100と年間アルバムTOP10を発表。『君がいるだけで』米米CLUBが、シングルの年間1位、カールスモーキー石井がVTRでコメント出演。『SUPER BEST II』CHAGE&ASKAが、アルバムの年間1位。和田アキ子がゲスト出演。
- 1月16日  (#11) 第11回の放送。セットがリニューアルした。1993年最初の番組オリコンランキングを発表。『世界中の誰よりきっと』中山美穂&WANDSが1位。 ZOOのゲストライブの後、本来の提供クレジットが表示されず、別番組（『クイズテレビずき!』エンドロゴ、『JNNフラッシュニュース』ロゴと関東地区の提供クレジット、『日立 世界ふしぎ発見!』の提供クレジットと番組観覧募集）のものが表示される放送事故が起こった[1]。久松史奈、TWINZER(コーラス：上杉昇（WANDS)、宇徳敬子(Mi-Ke））がゲスト出演。
- 1月23日 (#12) 第12回の放送。『もっと強く抱きしめたなら』WANDSが1位。　江口洋介のゲストライブの2番の途中で、スタジオの楽器の音が消えてしまいごまかしながら歌った（オンエア上は問題なかった）。他に、宇徳敬子&近藤房之助、KANがゲスト出演。
- 1月30日  (#13) 第13回の放送。『もっと強く抱きしめたなら』WANDSが2週連続1位。THE ALFEE、MANISH、中村あゆみがゲスト出演。
- 2月6日  (#14) 第14回の放送。『がじゃいも』とんねるずが1位。工藤静香、井上昌己、浜田麻里がゲスト出演。
- 2月13日 (#15) 第15回の放送。『慟哭』工藤静香が1位。中西圭三、久松史奈、森高千里、寺田恵子がゲスト出演。
- 2月20日 (#16) 第16回の放送。『おさえきれないこの気持ち』T-BOLANが1位。J-WALKがゲスト出演したが、山田が進行できないほど興奮していた。他に、GAO、川島だりあ、KAI FIVEがゲスト出演。
- 2月27日 (#17) 第17回の放送。『負けないで』ZARDが1位。（「坂井泉水」からのコメントが紹介される）吉川晃司、永井真理子、T.UTU、小泉今日子がゲスト出演。
- 3月6日 (#18) 第18回の放送。『時の扉』WANDSが1位。『ロード』THE 虎舞竜が3位。最終回まで4週間3位をキープした。横山輝一、小野正利、広瀬香美、ハウンド・ドッグがゲスト出演。
- 3月13日 (#19) 第19回の放送。『YAH YAH YAH』CHAGE&ASKAが1位。スタジオの観覧席にゲストのUNICORNのファンである高田純次の娘さんが来ていると紹介された。他に、平松愛理、BAAD、石川よしひろがゲスト出演。
- 3月20日 (#20) 第20回の放送。 『YAH YAH YAH』CHAGE&ASKAが2週連続1位。第19回の1位から3位（CHAGE&ASKA、WANDS、THE 虎舞竜）がゲスト出演（CHAGE&ASKAは千葉市・シミズ舞台工芸スタジオ、THE 虎舞竜は横浜市・鈴江組倉庫から中継で登場）。他に麻倉晶がゲスト出演。
- 3月27日 (#21) 最終回の放送。 『愛のままにわがままに 僕は君だけを傷つけない』B'zが1位。 #20 - #1のゲストライブ総集編が放送された。そのため、週間ランキングは、20位からの発表。 ゲストの松田聖子がCM中にフライングで登場というハプニングが起きた。他に、LINDBERG、長山洋子がゲスト出演。

## テーマ曲
- オープニング:オリジナルのテーマ曲
- エンディング
  - #1 - #3 オリジナルのエンディングテーマ曲
  - #4  『no no darlin'』CHAGE&ASKA
  - #5  『Present for you』The Checkers
  - #6  『KISS ME』氷室京介
  - #7  『雪が降る町』UNICORN
  - #8  『恋のフリフリ』GO-BANG'S
  - #9  『世界にMerry X'mas』CHAGE&ASKA
  - #10 『Cry For The Moon』浜田麻里
  - #11 『DANCE DANCE DANCE』T.UTU
  - #12 『JEWELRY ANGEL』access
  - #13 『蜩』長山洋子
  - #14 『東京』矢沢永吉
  - #15 『涙の贈り物』KUNY AND RYO（山田邦子と桜庭亮平）
  - #16 『もう一度抱きしめて』スターダスト・レビュー
  - #17 『Single is Best!?』平松愛理
  - #18 『YAH YAH YAH』CHAGE&ASKA
  - #19 『Bird in the rain』葛城哲哉
  - #20 『CRY』横道坊主
  - #21 『世界中の誰よりきっと』中山美穂&WANDS

## スタッフ
- 構成：前田昌平、あべ、樋口弘樹、鶴芳郎、清水理恵、古屋啓子
- 音楽：服部隆之
- TD：青木葉吉樹
- VE：豊中俊榮、大口修
- 照明：笠原義博
- 音声：立花成樹
- 音響：三澤恵美子、芹澤夕美子（サウンズアート）
- 美術プロデューサー：山田満郎
- 美術デザイナー：相野道生、青木ゆかり、金子俊彦
- 美術製作：鈴木浩二
- 編集：立元智弘
- ディレクター：小笠原知宏、川口直美、十二竜也、宮尾益実、柳崎芳夫
- AP：吉田裕二、市原博行
- 協力：株式会社オリコン、Music Labo （ミュージック・ラボ）、日本音楽事業者協会、日経エンタテイメント、太田プロダクション
- 製作：石川眞実
- プロデューサー：大崎幹
- 演出：落合芳行、十二竜也